# 苏洛克
苏洛克，是匈牙利绍莫吉州所辖的一个村。总面积27.91平方公里，总人口601，人口密度21.5人/平方公里（2011年1月1日）。